# Élections régionales de 2017 en Sarre
Les élections régionales de 2017 en Sarre (en allemand : Landtagswahl im Saarland 2017) se tiennent le 26 mars 2017, afin d'élire les 51 députés de la 16e législature du Landtag, pour un mandat de cinq ans.
Le scrutin est marqué par une hausse de huit points de la participation et voit la victoire à la majorité relative de l'Union chrétienne-démocrate au pouvoir, qui gagne cinq points et rate la majorité absolue de deux sièges. La ministre-présidente Annegret Kramp-Karrenbauer entame par la suite son troisième mandat en coalition avec le Parti social-démocrate.

## Contexte
En janvier 2012, le premier cabinet de « coalition jamaïcaine » de la ministre-présidente chrétienne-démocrate Annegret Kramp-Karrenbauer démissionne à la suite de désaccords au sein de l'alliance formée par l'Union chrétienne-démocrate d'Allemagne (CDU), le Parti libéral-démocrate/Parti démocrate de Sarre (FDP/DPS) et l'Alliance 90 / Les Verts (Grünen). Des élections anticipées sont alors convoquées.
Au cours des élections régionales du 25 mars 2012, la CDU est pour la quatrième fois consécutive la première force politique du Land mais échoue à retrouver la majorité absolue dont elle disposait entre 1999 et 2009. Le Parti social-démocrate d'Allemagne (SPD), qui avait connu le pouvoir de 1985 à 1999, progresse de plus de six points et repasse de justesse au-dessus de 30 % des suffrages exprimés. À l'inverse, Die Linke, qui reste le troisième parti de la Sarre, perd sept points, tandis que le FDP/DPS recule de huit points et se trouve exclu du Landtag. Les Grünen atteignent tout juste la barre des 5 %, devancés par le Parti des pirates (Piraten), qui émerge à plus de 7 %.
Six semaines de négociations sont nécessaires pour former une nouvelle majorité. L'Union chrétienne-démocrate et le Parti social-démocrate constituent alors une « grande coalition », forte de 36 députés sur 51, la première depuis 1961. Le 6 mai 2012, Annegret Kramp-Karrenbauer est à nouveau investie ministre-présidente, étant ainsi la première femme de la CDU à accomplir plus d'un mandat.
Le rapport de force évolue peu dans le Land à l'occasion des élections fédérales du 22 septembre 2013. Toujours en tête, la CDU totalise 37,8 % des voix, nettement devant le Parti social-démocrate qui cumule 31 % des suffrages exprimés. La Linke, toujours troisième, obtient 10 % et se trouve suivie des Grünen, qui reçoivent 5,7 % des bulletins de vote. Juste derrière, le parti anti-euro Alternative pour l'Allemagne (AfD) pointe à 5,2 %, devançant ainsi le FDP (3,8 %) et les Piraten (2,6 %). Environ deux mois plus tard, le vice-ministre-président, ministre de l'Économie et du Travail Heiko Maas est nommé ministre fédéral de la Justice dans la nouvelle grande coalition fédérale. Il cède alors ses fonctions à Anke Rehlinger.
Les élections européennes du 25 mai 2014 changent un peu la donne. Toujours en tête, les chrétiens-démocrates rassemblent 34,9 %, à peine 0,5 points de plus que les sociaux-démocrates. Reculant jusqu'à 6,6 %, la gauche radicale est dépassée par les opposants à la monnaie unique européenne, qui obtiennent 6,8 %. Les écologistes suivent avec 6 %, tandis que les libéraux et les pirates restent loin du plancher électoral, se contentant de 2,2 % et 1,7 % respectivement.

## Mode de scrutin
Le Landtag est constitué de 51 députés (en allemand : Mitglied des Landtags, MdL), élus pour une législature de cinq ans au suffrage universel direct et suivant le scrutin proportionnel d'Hondt.
Chaque électeur dispose d'une voix, qui est utilisée deux fois. Elle sert à voter pour une liste dans sa circonscription plurinominale, le Land comptant trois circonscriptions qui totalisent 41 sièges ; ce vote est alors attribué à la liste présentée par le même parti au niveau du Land.
À l'issue du scrutin, les 51 sièges sont répartis à la proportionnelle entre les partis ayant remporté au moins 5 % des suffrages exprimés dans l'ensemble du Land. L'opération est ensuite recommencée dans chaque circonscription, la différence entre le total régional et le total des circonscriptions étant comblée par les candidats de la liste régionale. Si un parti n'en a pas présenté, le calcul est réajusté et ses mandats reviennent aux autres forces politiques.

## Campagne

### Principaux partis
| Parti | Parti                                                                                                 | Idéologie                                                                   | Chef de file                                          | Résultat en 2012           |
| ----- | --- | --------------------------------------------------------------------------- | ----------------------------------------------------- | -------------------------- |
|       | Union chrétienne-démocrate d'Allemagne Christlich Demokratische Union Deutschlands                    | Centre droit Démocratie chrétienne, libéral-conservatisme                   | Annegret Kramp-Karrenbauer (Ministre-présidente)      | 35,2 % des voix 19 députés |
|       | Parti social-démocrate d'Allemagne Sozialdemokratische Partei Deutschlands                            | Centre gauche Social-démocratie, troisième voie, progressisme               | Anke Rehlinger (Ministre de l'Économie et du Travail) | 30,6 % des voix 17 députés |
|       | Die Linke                                                                                             | Extrême gauche à gauche Socialisme démocratique, anticapitalisme, populisme | Oskar Lafontaine                                      | 16,1 % des voix 9 députés  |
|       | Parti des pirates Piratenpartei Deutschland                                                           | Attrape-tout Social-libéralisme, progressisme, protection de la vie privée  | Gerd Rainer Weber (de)                                | 7,4 % des voix 4 députés   |
|       | Alliance 90 / Les Verts Bündnis 90/Die Grünen                                                         | Centre gauche Écologie politique, progressisme                              | Hubert Ulrich (de) et Barbara Meyer-Gluche            | 5,0 % des voix 2 députés   |
|       | Parti des familles d'Allemagne Familien-Partei Deutschlands                                           | Centre droit à droite Conservatisme social, démocratie chrétienne           | Roland Körner (de)                                    | 1,7 % des voix 0 député    |
|       | Parti libéral-démocrate/Parti démocrate de Sarre Freie Demokratische Partei/Demokratische Partei Saar | Centre à centre droit Libéralisme économique, libéralisme                   | Oliver Luksic (de)                                    | 1,2 % des voix 0 député    |
|       | Parti national-démocrate d'Allemagne Nationaldemokratische Partei Deutschlands                        | Extrême droite Néonazisme, ultranationalisme, populisme                     | Peter Richter (de)                                    | 1,2 % des voix 0 député    |
|       | Alternative pour l'Allemagne Alternative für Deutschland                                              | Droite à extrême droite Euroscepticisme, national-conservatisme, populisme  | Rudolf Müller (de)                                    | Absent                     |

### Sondages
| Institut                | Date       | CDU    | SPD    | Grünen | FDP   | Linke  | Piraten | AfD   |
| ----------------------- | ---------- | ------ | ------ | ------ | ----- | ------ | ------- | ----- |
| Institut                | Date       |        |        |        |       |        |         |       |
| Forschungsgruppe Wahlen | 23/03/2017 | 37 %   | 32 %   | 4,5 %  | 4 %   | 12,5 % | –       | 6 %   |
| INSA                    | 22/03/2017 | 35 %   | 33 %   | 4 %    | 5 %   | 13 %   | –       | 6 %   |
| Forschungsgruppe Wahlen | 17/03/2017 | 37 %   | 32 %   | 4 %    | 4 %   | 12 %   | –       | 7 %   |
| Infratest dimap         | 16/03/2017 | 35 %   | 34 %   | 4,5 %  | 3 %   | 13 %   | –       | 6,5 % |
| Forsa                   | 09/03/2017 | 34 %   | 33 %   | 5 %    | 4 %   | 13 %   | –       | 6 %   |
| INSA                    | 07/03/2017 | 36 %   | 33 %   | 4 %    | 4 %   | 12 %   | –       | 7 %   |
| Infratest dimap         | 26/01/2017 | 38 %   | 26 %   | 5 %    | 4 %   | 14 %   | –       | 9 %   |
| INSA                    | 13/01/2017 | 35 %   | 24 %   | 6 %    | 5 %   | 16 %   | –       | 10 %  |
| Forsa                   | 15/11/2016 | 37 %   | 26 %   | 6 %    | 3 %   | 15 %   | –       | 9 %   |
| Infratest dimap         | 11/05/2016 | 34 %   | 29 %   | 7 %    | 4 %   | 12 %   | –       | 11 %  |
| Infratest dimap         | 31/03/2015 | 40 %   | 33 %   | 6 %    | 2 %   | 10 %   | 1 %     | 4 %   |
| Infratest dimap         | 14/05/2014 | 37 %   | 34 %   | 5 %    | –     | 13 %   | 2 %     | 5 %   |
| Infratest dimap         | 07/05/2013 | 39 %   | 36 %   | 6 %    | 2 %   | 10 %   | 1 %     | 3 %   |
| Dernières élections     | 25/03/2012 | 35,2 % | 30,6 % | 5 %    | 1,2 % | 16,1 % | 7,4 %   | –     |

## Résultats

### Voix et sièges
|                          |                                              |         |       |      |        |               |        |        |               |
| Parti                    | Parti                                        | Voix    | Voix  | Voix | Sièges | Sièges        | Sièges | Sièges | Sièges        |
| Parti                    | Parti                                        | Votes   | %     | +/-  | Circ   | +/-           | Land   | Total  | +/-           |
|                          | Union chrétienne-démocrate d'Allemagne (CDU) | 217 263 | 40,70 | 5,46 | 19     | 2             | 5      | 24     | 5             |
|                          | Parti social-démocrate d'Allemagne (SPD)     | 158 057 | 29,61 | 0,97 | 14     | en stagnation | 3      | 17     | en stagnation |
|                          | Die Linke (Linke)                            | 68 566  | 12,85 | 3,27 | 6      | 1             | 1      | 7      | 2             |
|                          | Alternative pour l'Allemagne (AfD)           | 32 971  | 6,18  | Nv   | 2      | 2             | 1      | 3      | 3             |
|                          | Alliance 90 / Les Verts (Grünen)             | 21 392  | 4,01  | 1,03 | 0      | en stagnation | 0      | 0      | 2             |
|                          | Parti libéral-démocrate (FDP)                | 17 419  | 3,26  | 2,04 | 0      | -             | 0      | 0      | en stagnation |
|                          | Parti des familles d'Allemagne (FAMILIE)     | 4 435   | 0,83  | 0,91 | 0      | -             | 0      | 0      | en stagnation |
|                          | Parti des pirates (Piraten)                  | 3 979   | 0,75  | 6,66 | 0      | 3             | 0      | 0      | 4             |
|                          | Parti national-démocrate d'Allemagne (NPD)   | 3 744   | 0,70  | 0,46 | 0      | -             | 0      | 0      | en stagnation |
|                          | Électeurs libres (FW)                        | 2 146   | 0,40  | 0,47 | 0      | -             | 0      | 0      | en stagnation |
|                          | Réformateurs libéraux-conservateurs (LKR)    | 1 179   | 0,22  | Nv   | 0      | -             | 0      | 0      | en stagnation |
|                          | Autres                                       | 2 632   | 0,49  | -    | 0      | -             | 0      | 0      | en stagnation |
|                          |                                              |         |       |      |        |               |        |        |               |
| Votes valides            | Votes valides                                | 533 783 | 98,80 |      |        |               |        |        |               |
| Votes blancs et nuls     | Votes blancs et nuls                         | 6 507   | 1,20  |      |        |               |        |        |               |
| Total                    | Total                                        | 540 290 | 100   | -    | 41     | en stagnation | 10     | 51     | en stagnation |
| Abstentions              | Abstentions                                  | 234 661 | 30,28 |      |        |               |        |        |               |
| Inscrits / participation | Inscrits / participation                     | 774 951 | 69,72 |      |        |               |        |        |               |

### Analyse
Alors que les instituts de sondage avaient décelé un « effet Schulz », à savoir une augmentation de la popularité du SPD en raison de la bonne perception dans l'opinion de son nouveau président Martin Schulz, le scrutin est largement remporté par la CDU. Celle-ci bénéficie en effet de la popularité de sa cheffe de file régionale Annegret Kramp-Karrenbauer, qui lui permet de devancer le SPD de 11 points.

#### Sociologique
| Catégorie                      | CDU  | SPD  | Linke | AfD | Grünen | FDP | Piraten |
| ------------------------------ | ---- | ---- | ----- | --- | ------ | --- | ------- |
| Catégorie                      |      |      |       |     |        |     |         |
| Sexe                           |      |      |       |     |        |     |         |
| Hommes                         | 39 % | 28 % | 14 %  | 8 % | 4 %    | 4 % | 1 %     |
| Femmes                         | 44 % | 29 % | 12 %  | 4 % | 5 %    | 3 % | 1 %     |
| Âge                            |      |      |       |     |        |     |         |
| Moins de 30 ans                | 30 % | 29 % | 13 %  | 7 % | 9 %    | 5 % | -       |
| 30-44 ans                      | 37 % | 26 % | 13 %  | 9 % | 6 %    | 3 % | -       |
| 45-59 ans                      | 39 % | 32 % | 14 %  | 6 % | 4 %    | 3 % | -       |
| Plus de 60 ans                 | 50 % | 30 % | 12 %  | 3 % | 1 %    | 3 % | -       |
| Statut                         |      |      |       |     |        |     |         |
| Ouvrier                        | 31 % | 36 % | 17 %  | 9 % | 2 %    | 1 % | 1 %     |
| Employé                        | 43 % | 29 % | 13 %  | 4 % | 5 %    | 3 % | 1 %     |
| Fonctionnaire                  | 54 % | 23 % | 7 %   | 6 % | 6 %    | 4 % | 0 %     |
| Indépendant                    | 49 % | 18 % | 11 %  | 7 % | 6 %    | 8 % | 0 %     |
| Études                         |      |      |       |     |        |     |         |
| Hauptschulabschluss            | 39 % | 35 % | 14 %  | 5 % | 1 %    | 2 % | 0 %     |
| Mittlere Reife                 | 39 % | 29 % | 15 %  | 8 % | 3 %    | 2 % | 1 %     |
| Abitur (baccalauréat)          | 40 % | 28 % | 12 %  | 5 % | 6 %    | 4 % | 1 %     |
| Hochschulabschluss (supérieur) | 47 % | 23 % | 10 %  | 4 % | 8 %    | 6 % | 1 %     |

### Conséquences
La formation d'une coalition entre le SPD et die Linke s'avère impossible, les deux partis ne rassemblant que 24 sièges, sur les 26 nécessaires à la formation d'une majorité parlementaire. Le SPD et la CDU reconduisent donc leur grande coalition, et Annegret Kramp-Karrenbauer est investie par le Landtag le 17 mai en rassemblant le votes de 41 députés.